# Kłonówek-Kolonia
Kłonówek-Kolonia – wieś w Polsce położona w województwie mazowieckim, w powiecie radomskim, w gminie Gózd. Miejscowość utworzono 1 stycznia 2014. Ma status sołectwa.
Wierni Kościoła rzymskokatolickiego należą do parafii Najświętszej Maryi Panny Królowej Polski w Kłonówku.